# 达姆普尔
达姆普尔（Dhampur），是印度北方邦Bijnor县的一个城镇。总人口46855（2001年）。

## 人口
该地2001年总人口46855人，其中男性24620人，女性22235人；0—6岁人口6888人，其中男3601人，女3287人；识字率64.61%，其中男性为68.44%，女性为60.36%。